# 咪康唑
咪康唑 （INN:miconazole），以Monistat等品牌名稱於市場上銷售，是一種抗真菌藥，用於治療皮癬菌病、花斑癬以及皮膚或陰道的念珠菌症。它可用於治療體癬、股癬和足癬。
藥物以乳膏或軟膏的局部外用藥物形式塗抹於皮膚、口腔，或是陰道內。
使用後常見的副作用有塗抹部位發癢或不適。據信在個體於懷孕期間使用對胎兒無安全的顧慮。咪康唑屬於咪唑類藥物。它的作用是降低真菌製造麥角固醇的能力，麥角固醇是構成其細胞膜的重要成分。
咪康唑於1968年由比利時楊森製藥開發，並取得專利。於1971年獲准用於醫療用途。它已列於世界衛生組織基本藥物標準清單中。市場上有其通用名藥物（學名藥）販售。

## 醫療用途
咪康唑可用於治療外部皮膚上的癬、股癬和足癬。或是治療口腔或陰道內的念珠菌症。

## 副作用
通常人體對咪康唑的耐受性良好。用於口腔的凝膠可能會導致約1-10%的人出現口乾、噁心和口中有異味。出現嚴重過敏反應的情形罕見。使用此藥會將心電圖波形中的QT間期延長。

## 交互作用
咪康唑用於口腔（例如凝膠）和用於陰道時，會有部分被腸道吸收。因為咪康唑會抑制肝臟酶CYP3A4和CYP2C9，而可能導致經由此兩種酶代謝的藥物濃度在個體的體內升高。此類交互作用發生在使用如華法林類抗凝劑、一些新型非典型抗精神病藥（如苯妥英）、環孢素，以及大多數用於治療高膽固醇血症的他汀類藥物的個體身上。 塗抹在皮膚上的咪康唑則不會造成此類交互作用。

## 禁忌症
基於上述原因，咪康唑禁用於使用某些經由CYP3A4代謝藥物的人群，如：
- 會延長QT間期的藥物（可能會導致心律問題）。
- 麥角靈。
- 他汀類藥物。
- 三唑侖和口服咪達唑侖。
- 可能引起低血糖的磺胺類藥物。

## 藥理學

### 作用機制
咪康唑有抑制真菌酶CYP51（14α-sterol demethylase）的作用，導致真菌的麥角固醇生產減少。咪康唑除具抗真菌作用外（與酮康唑相似），已知會有糖皮質激素受體的拮抗劑作用，表示它可能會干擾身體對糖皮質素的正常反應。然而，由於咪康唑主要為局部用藥，全身吸收有限，因此在全身性影響通常不顯著。

### 藥物動力學
塗抹於皮膚上的咪康唑可存留長達四天，但吸收到血流中的數量不到1%。當應用於口腔黏膜（或用於陰道）時，它會被顯著吸收。在血流中，88.2%咪康唑與血漿蛋白結合，10.6%與血球結合。該物質部分經由肝臟酶CYP3A4代謝，並主要經由糞便排出人體。

## 化學
硝酸咪康唑粉末在水中的溶解度為0.03%，在乙醇中為0.76%，在醋酸中高達4%。咪康唑以無色稜柱狀結晶，屬於單斜晶系空間群P21/c。

## 品牌與製劑

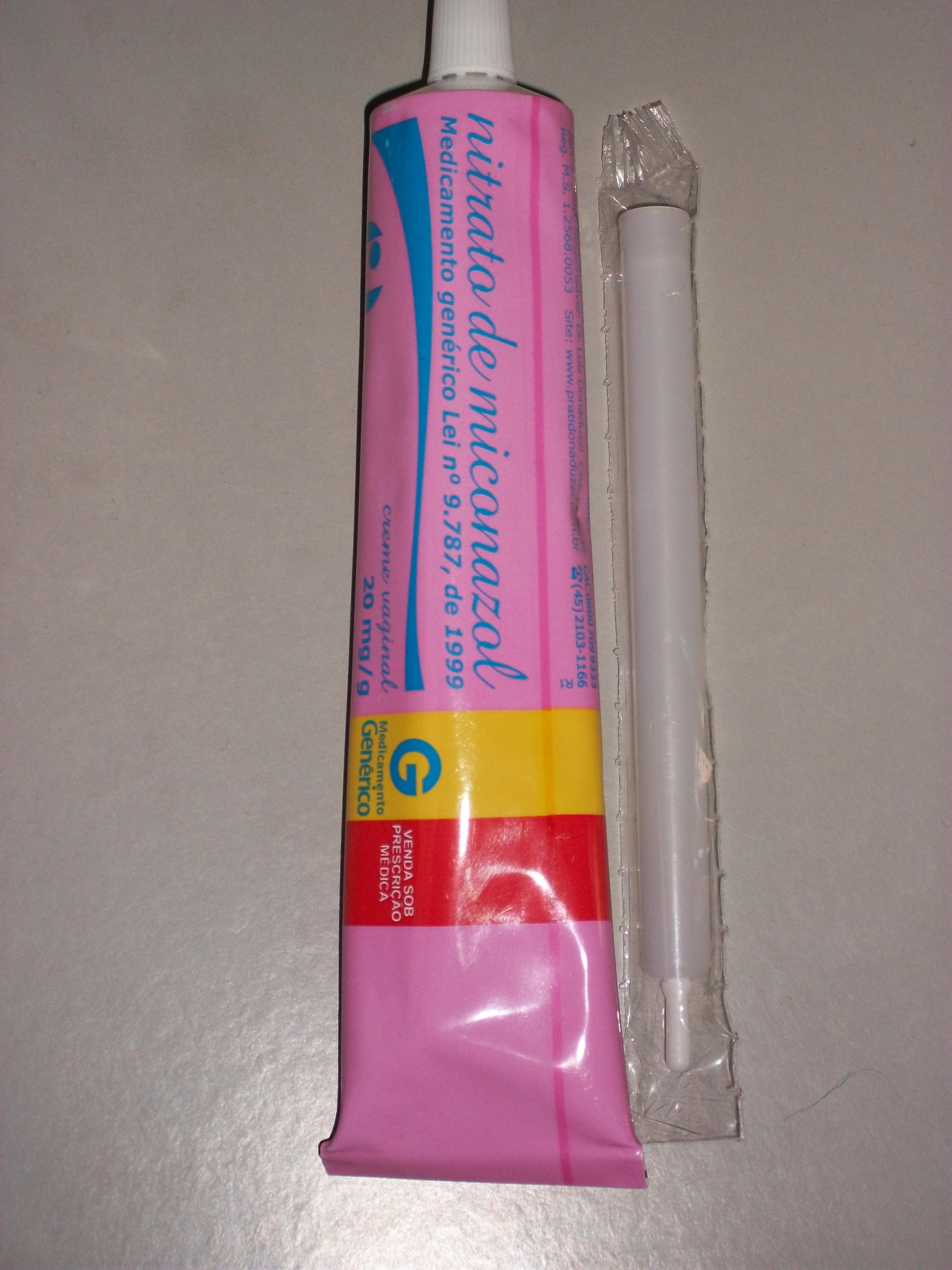
於巴西販售的陰道用咪康唑，成分為20毫克/克。

口腔用製劑： 英國品牌名稱Daktarin，孟加拉國品牌名稱Fungimin Oral Gel。
2010年，美國食品藥物管理局 (FDA) 於2010年批准品牌名為稱Oravig的口腔頰錠，用於局部治療成人及16歲以上兒童的口咽念珠菌病（俗稱鵝口瘡） 。
外用皮膚製劑： 美國和加拿大品牌名稱Desenex和Zeasorb。印度、英國、澳大利亞、比利時和菲律賓品牌名稱Micatin, Monistat-Derm, Daktarin。印尼品牌名稱Kalpanax。挪威品牌名稱Daktar。孟加拉國品牌名稱Fungidal。馬來西亞品牌名稱Decocort  (Desenex最初不含咪康唑，而是含有抑真菌劑十一烯酸和十一烯酸鋅，這些是美國政府在第二次世界大戰期間為軍隊開發的抗真菌足粉中的成分。)
陰道用藥： 英國品牌名稱Miconazex, Monistat, Femizol及Gyno-Daktarin 。
在日本，持田製薬株式会社的子公司Mochida Healthcare生產一系列名為Collage (コラージュ) 的沐浴乳和洗髮精，其主要成分是硝酸咪康唑。